# Hekaib
Pepinakht, più noto come Hekaib, Heqaib o Hekayeb (fl. XXIII secolo a.C. circa), è stato un funzionario egizio, governatore verso la fine della VI dinastia e dell'Antico Regno.
|             |   |   |
| \| \| \| \| |   |   |
|             |   |   |
| p · p       | i | i |

| p · p | i | i |

|             |   |   |
| \| \| \| \| |   |   |
|             |   |   |
| p · p       | i | i |

| p · p | i | i |

 ppjj-nḫt - Pepinakht (Forte è Pepi)

## Biografia

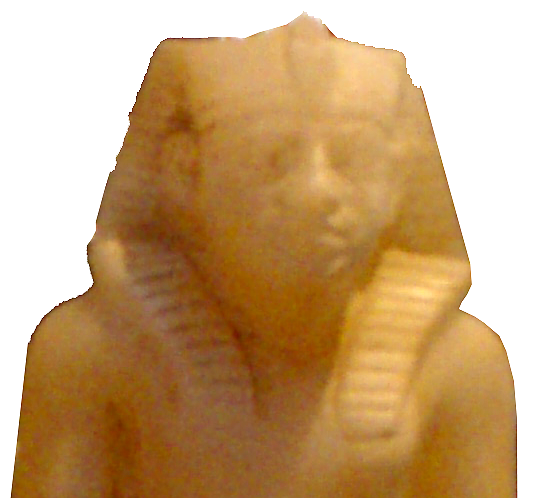
Pepi II.

Nomarca del distretto di Elefantina durante il regno di Pepi II, Pepinakht ricoprì anche alti incarichi nell'ambito di spedizioni militari.

Siamo al corrente delle sue imprese grazie alle iscrizioni autobiografiche, purtroppo incomplete, sulla facciata della sua tomba rupestre rinvenuta a Qubbet el-Hawa, non distante da Assuan. In esse, dopo un elenco dei suoi numerosi titoli, Pepinakht dice:

«Sono stato uno che disse ciò che era buono, e ripeté quel che era amato. Non dissi nulla di male ad un potente contro qualsiasi gente, (in quanto) ho voluto che fosse bene per me alla presenza del grande dio. Diedi pane agli affamati e vestiti agli ignudi. Non ho mai giudicato due fratelli in modo tale che un figlio fosse privato della proprietà paterna. Sono stata una persona amata da suo padre, lodato da sua madre, che ha amato i propri fratelli e sorelle»

Dopo queste frasi di circostanza, inizia la narrazione delle imprese di Pepinakht:

«La Maestà del Mio Signore mi inviò, per piombare di sorpresa a Wawat e Irthet. Così feci ed il Mio Signore mi elogiò. Ho ucciso un gran numero di figli di capi e valorosi comandanti [...]. Ne ho condotti vivi in gran numero a corte come prigionieri mentre ero alla testa di molti forti soldati come un eroe. Il cuore del Mio Signore fu soddisfatto di me, per ogni incarico per il quale Egli mi inviò.

Ora, la Maestà del Mio Signore mi inviò a pacificare questi paesi. Così feci, ed in modo tale che il Mio Signore mi elogiò oltremodo, sopra ogni cosa. Ho portato in sicurezza a corte i due capi di questi paesi, tori e capre vive [...] a corte, insieme con i figli dei capi, e i due comandanti di [...], che erano con loro. [...] ciò che i signori del Sud fecero, perché fui eccellente nella vigilanza e perché feci quello che il Mio Signore desiderava»

Quindi Pepi II inviò per due volte Pepinakht a Wawat e Irthet, due regioni della Nubia, per condurre due campagne militari dalle quali uscì vittorioso. L'autobiografia prosegue:

«Ora, la Maestà del Mio Signore mi inviò al Paese gli Asiatici per riportargli l'unico amico, comandante dei navigatori, il capo di spedizioni Enenkhet, che lì stava costruendo una nave per Punt, quando gli Asiatici appartenenti agli Abitatori delle Sabbie lo uccisero, insieme alla scorta militare che era con lui [...]

[...] tra la loro gente. Io [...] ed uccisi persone tra loro, (io) e le truppe dell'esercito che erano con me [...]»

La zona del Paese degli Asiatici dove venne inviato Pepinakht è di difficile identificazione: la presenza degli Abitatori delle Sabbie (con molta probabilità predoni beduini) unitamente al fatto che la spedizione massacrata si accingeva a partire per il Paese di Punt, suggerirebbe una località nell'alto Mar Rosso. L'autobiografia termina per lacuna al momento dello scontro con gli Abitatori delle Sabbie, ma è quasi certo che il governatore riuscì nella missione affidatagli.
Queste imprese (e forse altre non citate o perdute) unite ad indubbie capacità personali valsero al carismatico Pepinakht dapprima il nome Hekaib e poi, dopo la sua morte, lo status di divinità.
| S38 | q | G1 | ib | D58 |

 ḥḳ3-ỉb - Ḥeḳaỉb (Colui che controlla il suo cuore)

## Culto postumo
Dopo la morte Hekaib venne quindi rapidamente divinizzato, un fatto che potrebbe essere rappresentativo del grande potere raggiunto dalle autorità locali e che prelude alla frammentazione politica che si raggiungerà a breve, durante il primo periodo intermedio.

La fama che gli giunse post mortem doveva essere molto grande: la gente del luogo sovente portava il nome Hekaib ed iniziò a rendere omaggio al defunto dinnanzi al suo sepolcro; in tempi successivi venne eretto per lui un santuario adibito a tale scopo, i cui resti sono stati riscoperti negli anni trenta e quaranta sull'isola di Elefantina, in seguito agli scavi compiuti in un primo tempo dall'archeologo egiziano Edouard Ghazouli e poi dal suo connazionale Labib Habachi.
Nell'edificio sono stati rinvenuti decine di reperti quali statue e stele riferibili a sovrani, governatori locali e militari, vissuti tra il primo ed il secondo periodo intermedio. Non si sa con precisione quando venne edificato tale santuario, ma gli oggetti più antichi di sicura datazione in esso ritrovati risalgono alla XI dinastia: una statua di Antef II avvolto dal mantello della festa Sed ed un'iscrizione di Antef III in cui riferisce un restauro del santuario stesso.
Durante la XII dinastia vari governatori locali furono molto devoti a Hekaib ed espansero il santuario originale con cappelle dedicate sia al culto del governatore divinizzato che al proprio. Il culto continuò anche durante la XIII dinastia, come testimoniano statue di Amenemhat V, di Neferhotep I e di Sobekemsaf rinvenute all'interno del santuario stesso. Con il declino della dinastia venne meno anche il culto di Hekaib, il suo santuario venne abbandonato e infine gradualmente colmato da detriti.